# Szembory
Szembory (prononciation : [ʂɛmˈbɔrɨ]) est un village polonais de la gmina de Kałuszyn dans le powiat de Mińsk de la voïvodie de Mazovie dans le centre-est de la Pologne.
Il se situe à environ 7 kilomètres au nord de Kałuszyn (siège de la gmina), 19 kilomètres au nord-est de Mińsk Mazowiecki (siège du powiat) et à 55 kilomètres à l'est de Varsovie (capitale de la Pologne).
Le village compte approximativement une population de 40 habitants en 2010.

## Histoire
De 1975 à 1998, le village appartenait administrativement à la voïvodie de Siedlce.